# Garden of Remembrance
『Garden of Remembrance』（ガーデンオブリメンバランス）は、山田尚子の監督・脚本による日本のオリジナルショートアニメーション。2024年リリース。アネモネの花を主題に感情の変化を描く。
2022年6月16日、フランスで開催されたアヌシー国際アニメーション映画祭で本作品が2023年リリースされることが決定し、それに伴いイメージビジュアルが公開された。
2022年10月29日にスコットランドで開催されたスコットランド・ラブズ・アニメーションで初上映された。
山田が監督を務める『きみの色』とコラボした。

## 制作背景
サイエンスSARUのプロデューサーのチェ・ウニョンが、音楽を中心にしたショートフィルムの制作について山田に声を掛けたことがきっかけで本作品の制作を開始。
山田が「女の子らしさ」に正面から取り組んでみようと思い選んだアーティストが本作品の音楽の担当を務めるラブリーサマーちゃん。山田とラブリーサマーちゃんで出し合ったキーワードをまとめる形で1つの詩のような文章を作成した。
キャラクターデザインは、山田の希望で漫画家の水沢悦子に原案を依頼した。本作のテーマが「誰かが誰かを想っている、心の行き場はどこか」というため、背景やキャラクターについては対照的に「きれいで可愛い色」と「おいしそうであること」にこだわっていることを山田が話している。

## スタッフ
- 監督・脚本 - 山田尚子[1][9]
- キャラクターデザイン原案 - 水沢悦子[1][9]
- キャラクターデザイン・作画監督 - もああん[1][9]
- 音楽 - ラブリーサマーちゃん[1][9]
- アニメーション制作 - サイエンスSARU[1][9]

## 受賞
富川国際アニメーション映画祭の国際コンペティション短編部門で、特別優秀賞と観客賞を受賞。ENCOUNTERS FILM FESTIVALのインターナショナルコンペティションとシッチェス・カタロニア国際映画祭のアニメ・コンペティションにノミネートされた。また、ひろしまアニメーションシーズン2024で入選した。